# So geht das jede Nacht

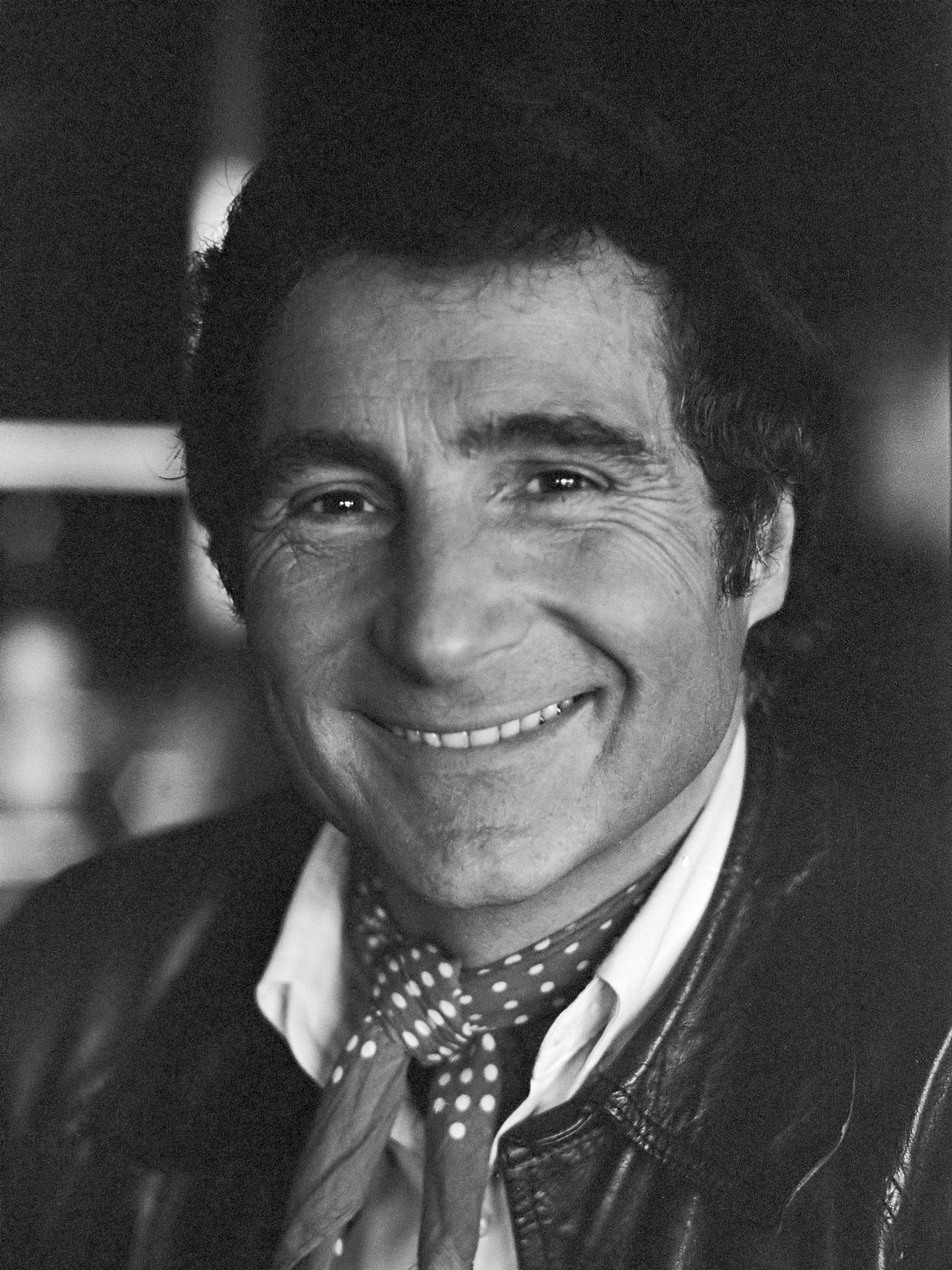
Freddy Quinn, intérprete de la canción, en 1977.

«So geht das jede Nacht» —[ zoː ɡeːt das ˈjeːdə naχt ]; en español: «Así son todas las noches»— es una canción compuesta por Lothar Olias e interpretada en alemán por Freddy Quinn. Se lanzó como sencillo en 1956 mediante Polydor. Fue elegida para representar a Alemania en el Festival de la Canción de Eurovisión de 1956 mediante la elección interna de ARD.
La canción también alcanzó fama moderada en Japón, y más tarde fue regrabada en japonés como «Kimi wa maiban no».

## Festival de la Canción de Eurovisión 1956
Esta canción fue la segunda representación alemana en el Festival de Eurovisión 1956 (las reglas de esta edición del festival permitían dos canciones por país), siendo la primera «Im Wartesaal zum großen Glück» que, al contrario que esta, participó en una final nacional para poder participar en el festival. La orquesta fue dirigida por Fernando Paggi, el director de orquesta del país anfitrión, Suiza.
La canción fue interpretada 11.ª en la noche del 24 de mayo de 1956 por Bélgica con Mony Marc interpretando «Le plus beau jour de ma vie» y seguida por Francia con Dany Dauberson interpretando «Il est là». Los resultados de las votaciones del festival nunca fueron revelados y solo se anunció la canción ganadora, por lo que se desconoce en qué puesto quedó la canción.
Fue sucedida como representación alemana en el Festival de 1957 por Margot Hielscher con «Telefon, Telefon».

## Letra
En la canción, el intérprete explica que alguien a la que quiere no es feliz con el número de hombres con los que ha salido a lo largo de la semana. Esta mujer, supuestamente, ve «a Jimmy el domingo», «a Jack el lunes», «a Johnny el martes», «a Billy el miércoles», «a Tommy el jueves», «a Ben el viernes» y «a alguien a quien no conozco» el sábado.
El hombre declara que «Te he amado desde que eras un bebé» y explica que la lleva a la oficina, le envía flores y «llevé a tu madre... al zoológico», y por tanto siente que recibe un mejor trato que ese y que, a pesar de sus habilidades para bailar el boogie y cha-cha-cha, ella ignora sus avances.
La canción termina con la propia confesión de Quinn que «Aunque si estabas pensando que estaría sentado en casa, he estado saliendo con alguien más cada día».

## Historial de lanzamiento
| Región   | Fecha         | Formato                              | Discográfica        | Ref.   |
| -------- | ------------- | ------------------------------------ | ------------------- | ------ |
| Alemania | 1956          | Disco de vinilo 7"                   | Polydor Records     | [ 13 ] |
| Alemania | Junio de 1956 | Disco de vinilo 7", 45 RPM, EP, mono | Polydor Records     | [ 1 ]  |
| España   | 1956          | Disco de vinilo 7", 45 RPM, EP       | Polydor Records     | [ 14 ] |
| Alemania | 2000          | Disco compacto, recopilación         | Bear Family Records | [ 4 ]  |
| Alemania | 2002          | Disco compacto, recopilación         | Sonocord            | [ 15 ] |